# Prague Open
Prague Open je profesionální tenisový turnaj mužů a žen hraný v Praze. Mužská polovina se koná od roku 1991 jako součást ATP Challenger Tour. Ženská část byla v sezónách 1992–2010 zařazena do okruhu WTA Tour, následně došlo k jejímu začlenění do nižšího okruhu ITF World Tennis Tour.
V průběhu let turnaj vystřídal několik dějišť. Dlouhodobě je spojen s tenisovým areálem Štvanice, kde probíhá na otevřených antukových dvorcích. Součástí Prague Open se staly exhibice, v nichž se představili grandslamoví šampioni Martina Navrátilová, Martina Hingisová, Pat Cash, Goran Ivanišević či Richard Krajicek.

## Historie

### Mužský turnaj
Mužský turnaj byl na štvanickém tenisovém areálu založen roku 1991 v rámci série ATP Challenger. Až do sezóny 1999 probíhal s dotací 25 tisíc dolarů krátce před srpnovou událostí okruhu ATP Tour Czech Open. Vítěz challengeru obvykle získal divokou kartu na hlavní pražský turnaj. Úvodní ročník vyhrál devatenáctiletý Jan Kodeš mladší, jenž ve finále zdolal Švéda Thomase Enqvista.

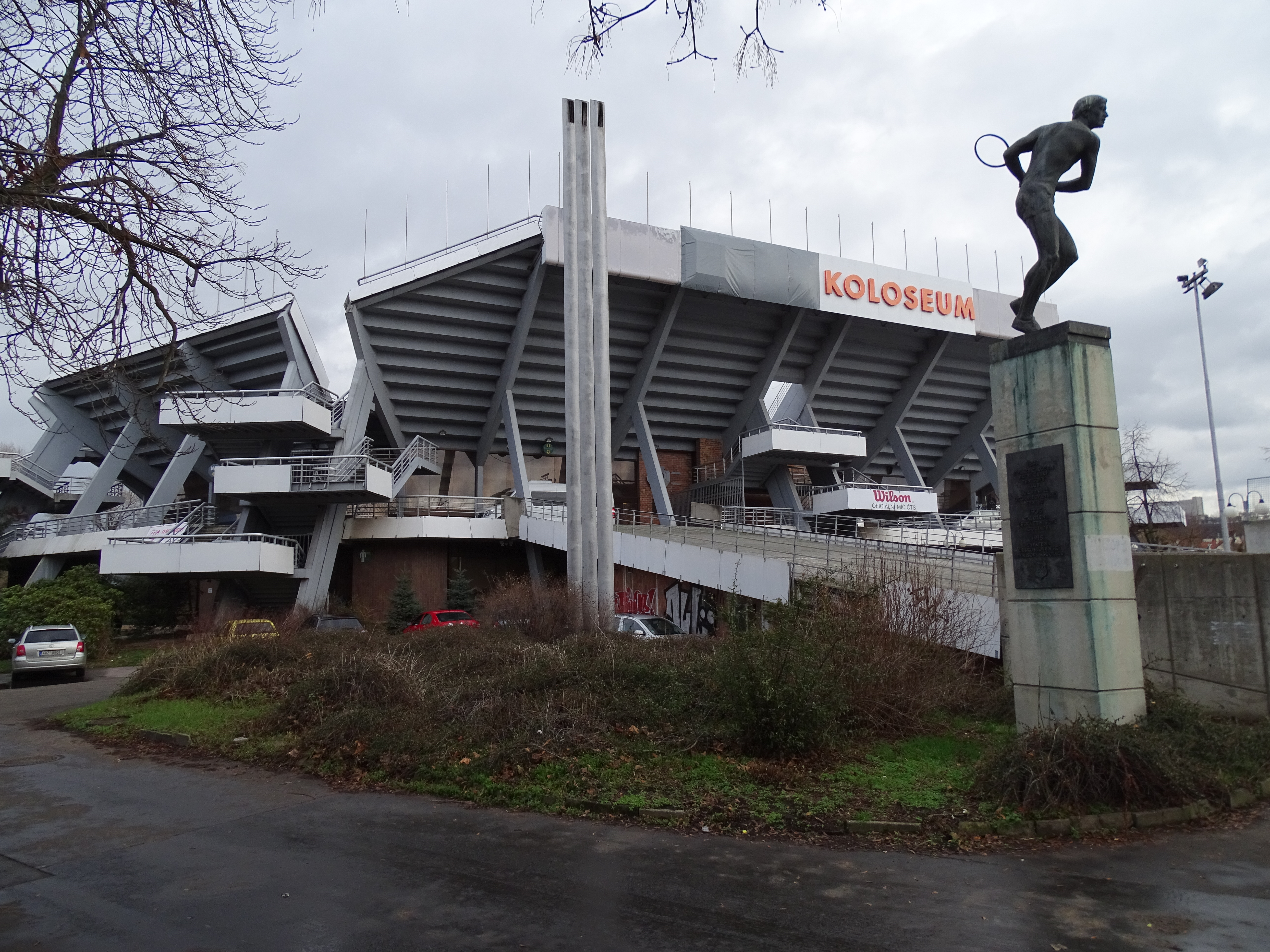
Tenisový areál Štvanice

Po zániku Czech Open v sezóně 1999 byl pražský challenger roku 2000 odehrán na dvorcích TK Sparty Praha. V roce 2001 se vrátil na Štvanici s maximální dotací jako ECM Cup a generálním sponzoringem developera ECM. Ročník 2003 ovládl dvanáctý hráč světa, Nizozemec Sjeng Schalken, který se tak stal nejvýše postaveným vítězem pražského podniku. V letech 2009 a 2010 se turnaj nekonal.
V roce 2011 se hlavním partnerem obnovené události stala společnost Strabag, další ročník pak CNGvitall a v letech 2013–2019 Advantage Cars Milana Vopičky mladšího, synovce Jana Kodeše. Ročník I. ČLTK Prague Open 2020 byl plánován ve formátu tradiční smíšené události mužského challengeru a turnaje ženského okruhu ITF v novém termínu, první květnový týden. Po březnovém přerušení sezóny pro pandemii koronaviru však došlo k jeho zrušení. Challenger byl poté zařazen do úvodního hracího týdne v srpnu obnoveného okruhu mužů. Turnaj probíhal bez plánovaného nového generálního sponzora, s navazujícím challengerem RPM Open na žižkovských Spojích Praha, za účasti grandslamového šampiona a světové sedmnáctky Stana Wawrinky.
V sezónách 2014–1016 probíhal vedle srpnového turnaje na Štvanici také červnový challenger na TK Sparta Praha.

### Ženský turnaj

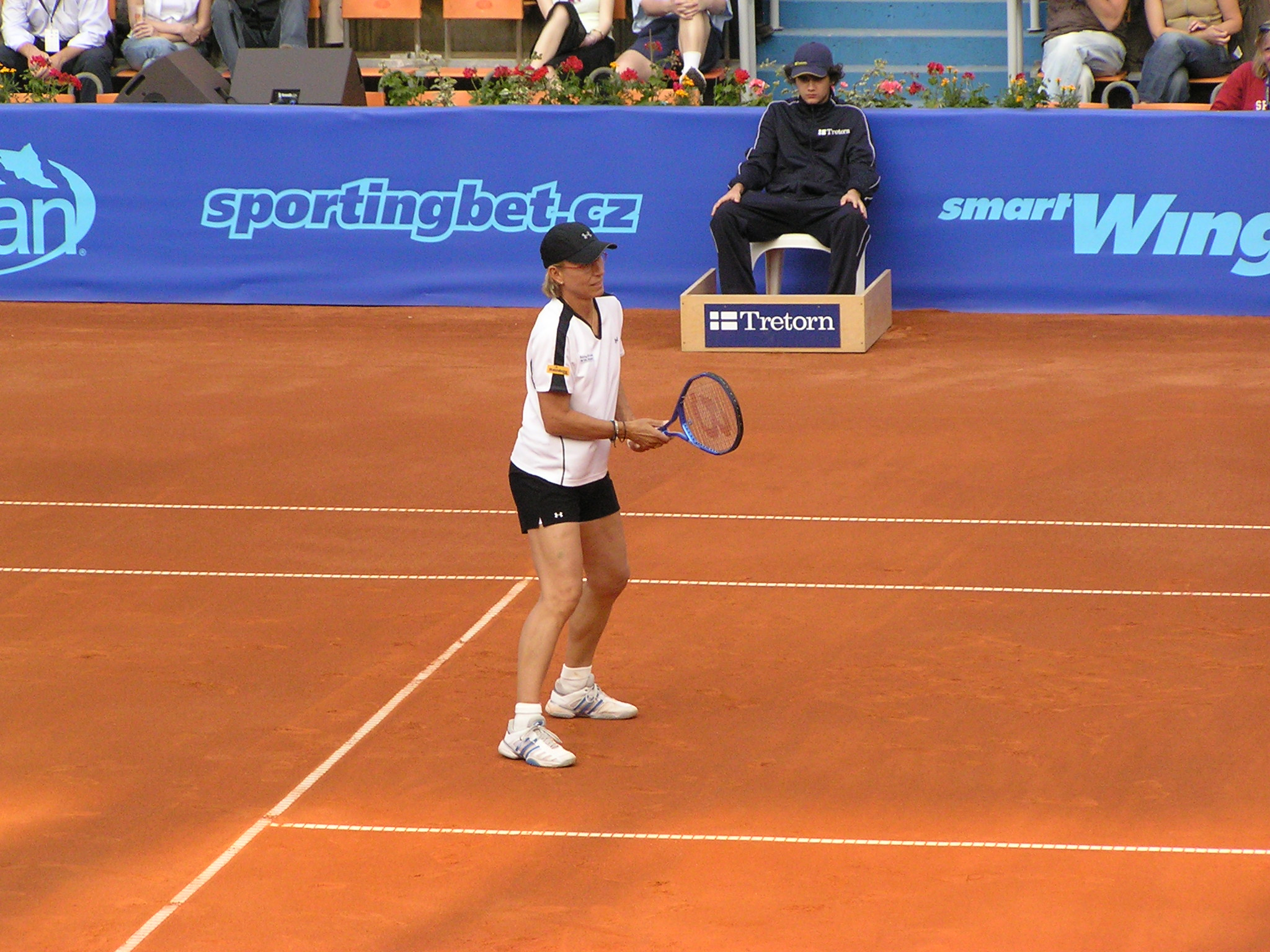
Martina Navrátilová, 2006

Ženská část byla založena v roce 1992 jako součást okruhu WTA Tour a její kategorie Tier IV. Vítězkou úvodního ročníku se stala Radka Zrubáková. V roce 1996 se turnaj přestěhoval na jednu sezónu do Karlových Varů pod názvem Pupp Czech Open. V letech 2000 až 2004 pražský podnik neproběhl.
Po obnovení nesl v sezónách 2005–2010 název shodný s mužskou částí ECM Prague Open. Mezi lety 2009 a 2010 byl součástí kategorie WTA International. V roce 2010 se na okruhu WTA Tour odehrál poslední ročník, když po rozvázání spolupráce s developerem ECM nebyly zajištěny dostatečné finanční zdroje pro pořadatelství v nejvyšší úrovni ženského tenisu. Od roku 2011 je ženský Prague Open zařazen do kvalitativně nižšího ženského okruhu ITF, v roce 2019 poprvé s dotací 60 tisíc dolarů. Mezi lety 2012–2014 se nekonal.
Turnaj ITF byl v roce 2020 zrušen po březnovém přerušení sezóny pro pandemii koronaviru. V srpnu téhož roku získal areál TK Sparta Praha ve Stromovce pořadatelství dodatečně zařazeného TK Sparta Prague Open 2020 v sérii WTA125K v podobě náhrady za zrušenou kvalifikaci newyorského grandslamu US Open. Pro sto dvacet osm singlistek ve startovním poli se část zápasů odehrála na Štvanici. Americký tenisový svaz uhradil, do té doby v Česku rekordní turnajový rozpočet, ve výši 3,125 milionů dolarů.

## Vývoj názvu
| - 1991–1999: Prague Challenger - 2001–2002: ECM Cup - 2003–2008: ECM Prague Open - 2011: Strabag Prague Open - 2012: CNGvitall Prague Open - 2013–2019: Advantage Cars Prague Open - 2020–2022: I.ČLTK Prague Open - od 2023: Advantage Cars Prague Open | - 1992: HTC Open - 1993–1994: BVV Open - 1995: Prague Open - 1996: Pupp Czech Open (Karlovy Vary) - 1997–1998: Škoda Czech Open - 2005–2008: ECM Prague Open - 2011: Strabag Prague Open - 2015–2019: Advantage Cars Prague Open - 2020–2022: I.ČLTK Prague Open - od 2023: Advantage Cars Prague Open |

## Přehled finále

### Mužská dvouhra
| Rok  | vítěz                  | finalista           | výsledek                | dotace            |
| ---- | ---------------------- | ------------------- | ----------------------- | ----------------- |
| 1991 | Jan Kodeš, ml.         | Thomas Enqvist      | 5–7, 6–4, 6–1           | 25 000 $          |
| 1992 | Karol Kučera           | Florian Krumrey     | 2–6, 6–4, 6–4           | 25 000 $          |
| 1993 | Gilbert Schaller       | Massimo Valeri      | 6–4, 7–6                | 25 000 $          |
| 1994 | Jiří Novák             | Albert Portas       | 6–2, 7–5                | 25 000 $          |
| 1995 | Albert Portas          | Hišám Arází         | 6–7, 6–4, 6–4           | 25 000 $          |
| 1996 | Galo Blanco            | Gustavo Kuerten     | 6–1, 6–2                | 25 000 $          |
| 1997 | Albert Portas          | Fernando Vicente    | 6–1, 6–4                | 25 000 $          |
| 1998 | Michal Tabara          | Wolfgang Schranz    | 6–2, 6–1                | 25 000 $          |
| 1999 | Michal Tabara          | Jean-René Lisnard   | 6–4, 6–1                | 25 000 $          |
| 2001 | Ctislav Doseděl        | Jan Hernych         | 6–2, 4–6, 6–1           | 25 000 $          |
| 2002 | Olivier Patience       | Todd Larkham        | 4–6, 7–5, 6–3           | 50 000 $          |
| 2003 | Sjeng Schalken         | Albert Montañés     | 1–6, 6–1, 6–4           | 100 000 $         |
| 2004 | Jan Hernych            | Ivo Minář           | 6–1, 6–4                | 125 000 $         |
| 2005 | Jan Hernych            | Jiří Vaněk          | 3–6, 6–4, 6–3           | 85 000 €          |
| 2006 | Robin Vik              | Jan Hájek           | 6–4, 7–6(7–4)           | 85 000 €          |
| 2007 | Dušan Lojda            | Jiří Vaněk          | 6–7(3–7), 6–2, 7–6(7–5) | 85 000 €          |
| 2008 | Jan Hernych            | Lukáš Dlouhý        | 4–6, 6–2, 6–4           | 64 000 €          |
| 2009 | turnaj se nekonal      | turnaj se nekonal   | turnaj se nekonal       | turnaj se nekonal |
| 2010 | turnaj se nekonal      | turnaj se nekonal   | turnaj se nekonal       | turnaj se nekonal |
| 2011 | Lukáš Rosol            | Alex Bogomolov      | 7–6(7–1), 5–2skreč      | 42 500 €          |
| 2012 | Horacio Zeballos       | Martin Kližan       | 1–6, 6–4, 7–6(8–6)      | 85 000 €          |
| 2013 | Oleksandr Nedověsov    | Javier Martí        | 6–0, 6–1                | 42 500 €          |
| 2014 | Diego Schwartzman      | Andre Ghem          | 6–4, 7–5                | 42 500 €          |
| 2015 | Rogério Dutra da Silva | Radu Albot          | 6–2, 6–7(5–7), 6–4      | 42 500 € + H      |
| 2016 | Santiago Giraldo       | Uladzimir Ignatik   | 6–4, 3–6, 6–4           | 42 500 € + H      |
| 2017 | Andrej Martin          | Yannick Maden       | 7–6(7–3), 6–3           | 43 000 € + H      |
| 2018 | Lukáš Rosol            | Oleksandr Nedověsov | 4–6, 6–3, 6–4           | 43 000 € + H      |
| 2019 | Mario Vilella Martínez | Ceng Čchun-sin      | 6–4, 6–2                | 46 600 € + H      |
| 2020 | Stan Wawrinka          | Aslan Karacev       | 7–6(7–2), 6–4           | 137 560 €         |
| 2021 | Tallon Griekspoor      | Oscar Otte          | 5–7, 6–4, 6–4           | 44 800 €          |
| 2022 | Pedro Cachín           | Lorenzo Giustino    | 6–3, 7–6(7–4)           | 45 730 €          |
| 2023 | Dominic Stricker       | Sebastian Ofner     | 7–6(9–7), 6–3           | 73 000 €          |
| 2024 | Jiří Veselý            | Gauthier Onclin     | 6–2, 3–6, 7–6(7–3)      | 74 825 €          |
| 2025 | Filip Misolic          | Guy den Ouden       | 6–4, 6–0                | 91 250 €          |

### Ženská dvouhra
| Rok  | vítězka                                      | finalistka                                   | výsledek                                     | dotace                                       |
| ---- | -------------------------------------------- | -------------------------------------------- | -------------------------------------------- | -------------------------------------------- |
| 1992 | Radka Zrubáková                              | Kateřina Sisková                             | 6–3, 7–5                                     | 100 000 $                                    |
| 1993 | Natalija Medveděvová                         | Meike Babelová                               | 6–3, 6–2                                     | 100 000 $                                    |
| 1994 | Amanda Coetzerová                            | Åsa Svenssonová                              | 6–1, 7–6(16–14)                              | 100 000 $                                    |
| 1995 | Julie Halardová                              | Ludmila Richterová                           | 6–4, 6–4                                     | 107 500 $                                    |
| 1996 | Ruxandra Dragomirová                         | Patty Schnyderová                            | 6–2, 3–6, 6–4                                | 160 000 $                                    |
| 1997 | Joannette Krugerová                          | Marion Marusková                             | 6–1, 6–1                                     | 160 000 $                                    |
| 1998 | Jana Novotná                                 | Sandrine Testudová                           | 6–3, 6–0                                     | 160 000 $                                    |
| 1999 | turnaj se nekonal                            | turnaj se nekonal                            | turnaj se nekonal                            | turnaj se nekonal                            |
| 2004 | turnaj se nekonal                            | turnaj se nekonal                            | turnaj se nekonal                            | turnaj se nekonal                            |
| 2005 | Dinara Safinová                              | Zuzana Ondrášková                            | 7–6(7–2), 6–3                                | 140 000 $                                    |
| 2006 | Šachar Pe'erová                              | Samantha Stosurová                           | 4–6, 6–2, 6–1                                | 145 000 $                                    |
| 2007 | Akiko Morigamiová                            | Marion Bartoliová                            | 6–1, 6–3                                     | 145 000 $                                    |
| 2008 | Věra Zvonarevová                             | Viktoria Azarenková                          | 7–6(7–2), 6–2                                | 145 000 $                                    |
| 2009 | Sybille Bammerová                            | Francesca Schiavoneová                       | 7–6(7–4), 6–2                                | 220 000 $                                    |
| 2010 | Ágnes Szávayová                              | Barbora Záhlavová-Strýcová                   | 6–2, 1–6, 6–2                                | 220 000 $                                    |
| 2011 | Lucie Hradecká                               | Paula Ormaecheaová                           | 4–6, 6–3, 6–2                                | 50 000 $                                     |
| 2012 | 2010–2014 hrán turnaj ITF Sparta Prague Open | 2010–2014 hrán turnaj ITF Sparta Prague Open | 2010–2014 hrán turnaj ITF Sparta Prague Open | 2010–2014 hrán turnaj ITF Sparta Prague Open |
| 2014 | 2010–2014 hrán turnaj ITF Sparta Prague Open | 2010–2014 hrán turnaj ITF Sparta Prague Open | 2010–2014 hrán turnaj ITF Sparta Prague Open | 2010–2014 hrán turnaj ITF Sparta Prague Open |
| 2015 | María Teresa Torró Florová                   | Denisa Allertová                             | 6–3, 7–6(7–5)                                | 75 000 $                                     |
| 2016 | Antonia Lottnerová                           | Carina Witthöftová                           | 7–6(8–6), 1–6, 7–5                           | 75 000 $                                     |
| 2017 | Markéta Vondroušová                          | Karolína Muchová                             | 7–5, 6–1                                     | 80 000 $                                     |
| 2018 | Richèl Hogenkampová                          | Martina Di Giuseppeová                       | 6–4, 6–2                                     | 80 000 $                                     |
| 2019 | Tamara Korpatschová                          | Denisa Allertová                             | 7–5, 6–3                                     | 60 000 $                                     |
| 2020 | zrušeno pro pandemii koronaviru              | zrušeno pro pandemii koronaviru              | zrušeno pro pandemii koronaviru              | zrušeno pro pandemii koronaviru              |
| 2021 | Jule Niemeierová                             | Dalma Gálfiová                               | 6–4, 6–2                                     | 25 000 $                                     |
| 2022 | Maja Chwalińská                              | Jekatěrine Gorgodzeová                       | 7–5, 6–3                                     | 60 000 $                                     |
| 2023 | Darja Semeņistajová                          | Jéssica Bouzas Maneirová                     | 2–6, 6–3, 6–4                                | 60 000 $                                     |
| 2024 | Dominika Šalková                             | Maja Chwalińská                              | 6–3, 6–0                                     | 60 000 $                                     |
| 2025 | Francesca Jonesová                           | Ena Šibaharaová                              | 6–3, 6–4                                     | 60 000 $                                     |

### Mužská čtyřhra
| Rok  | vítězové                                 | finalisté                                | výsledek              |
| ---- | ---------------------------------------- | ---------------------------------------- | --------------------- |
| 1991 | Steve DeVries Richard Vogel              | Martin Damm David Rikl                   | 2–6, 6–1, 6–4         |
| 1992 | Martin Damm David Rikl                   | Johan Carlsson Nicklas Kroon             | 6–2, 6–0              |
| 1993 | David Rikl Pavel Vízner                  | Tomas Nydahl Mikael Tillström            | 6–2, 7–6              |
| 1994 | Andrei Pavel Alex Rădulescu              | Ejal Ran Glenn Wilson                    | 6–4, 6–2              |
| 1995 | Filip Dewulf Vojtěch Flégl               | Petr Pála David Škoch                    | 6–7, 7–5, 6–2         |
| 1996 | Donald Johnson Francisco Montana         | Aleksandar Kitinov Sébastien Leblanc     | 3–6, 6–3, 6–1         |
| 1997 | Maheš Bhúpatí Leander Paes               | Devin Bowen Tuomas Ketola                | 6–4, 6–0              |
| 1998 | Joan Balcells Nenad Zimonjić             | Jiří Novák Radek Štěpánek                | 7–6, 7–6              |
| 1999 | Michal Tabara Radomír Vašek              | Tomáš Cibulec Petr Pála                  | 6–2, 6–0              |
| 2001 | Jaroslav Levinský Michal Navrátil        | Noam Behr Andy Ram                       | 6–3, 6–1              |
| 2002 | František Čermák Ota Fukárek             | Jaroslav Levinský David Škoch            | 6–4, 6–3              |
| 2003 | Tomáš Berdych Michal Navrátil            | Martín García Sebastián Prieto           | 6–4, 3–6, 6–4         |
| 2004 | Karol Kučera Cyril Suk                   | Martin Damm Dušan Karol                  | 6–3, 6–7(5–7), 6–3    |
| 2005 | Jordan Kerr Sebastián Prieto             | Travis Parrott Rogier Wassen             | 6–4, 6–3              |
| 2006 | Petr Pála David Škoch                    | Ramón Delgado Sergio Roitman             | 6–0, 6–0              |
| 2007 | Tomáš Cibulec Jordan Kerr                | Leoš Friedl David Škoch                  | 6–4, 6–2              |
| 2008 | Lukáš Dlouhý Petr Pála                   | Dušan Karol Jaroslav Pospíšil            | 6–7(2–7), 6–4, [10–6] |
| 2009 | turnaj se nekonal                        | turnaj se nekonal                        | turnaj se nekonal     |
| 2010 | turnaj se nekonal                        | turnaj se nekonal                        | turnaj se nekonal     |
| 2011 | František Čermák Lukáš Rosol             | Christopher Kas Alexander Peya           | 6–3, 6–4              |
| 2012 | Lukáš Rosol Horacio Zeballos             | Martin Kližan Igor Zelenay               | 7–5, 2–6, [12–10]     |
| 2013 | Lee Sin-chan Pcheng Sien-jin             | Vahid Mirzadeh Denis Zivkovic            | 6–4, 4–6, [10–5]      |
| 2014 | Toni Androić Andrej Kuzněcov             | Roberto Maytin Miguel Ángel Reyes-Varela | 7–5, 7–5              |
| 2015 | Wesley Koolhof Matwé Middelkoop          | Sergej Betov Michail Jelgin              | 6–4, 3–6, [10–7]      |
| 2016 | Julian Knowle Igor Zelenay               | Facundo Argüello Julio Peralta           | 6–4, 7–5              |
| 2017 | Jan Šátral Tristan-Samuel Weissborn      | Gero Kretschmer Andreas Mies             | 6–3, 5–7, [10–3]      |
| 2016 | Julian Knowle Igor Zelenay               | Facundo Argüello Julio Peralta           | 6–4, 7–5              |
| 2019 | Ariel Behar Gonzalo Escobar              | Andrej Golubjev Oleksandr Nedověsov      | 6–7(4–7), 7–5, [10–8] |
| 2020 | Pierre-Hugues Herbert Arthur Rinderknech | Zdeněk Kolář Lukáš Rosol                 | 6–3, 6–4              |
| 2021 | Marc Polmans Serhij Stachovskyj          | Ivan Sabanov Matej Sabanov               | 6–3, 6–4              |
| 2022 | Nuno Borges Francisco Cabral             | Andrew Paulson Adam Pavlásek             | 6–4, 6–7(3–7), [10–5] |
| 2023 | Petr Nouza Andrew Paulson                | Jiří Barnat Jan Hrazdil                  | 6–4, 6–3              |
| 2024 | Jakob Schnaitter Mark Wallner            | Jiří Barnat Jan Hrazdil                  | 6–3, 6–1              |
| 2025 | Denys Molčanov Matěj Vocel               | David Pichler Jurij Rodionov             | 7–6(7–3), 6–3         |

### Ženská čtyřhra
| Rok  | vítězky                                      | finalistky                                    | výsledek                                     |                                 |
| ---- | -------------------------------------------- | --------------------------------------------- | -------------------------------------------- | ------------------------------- |
| 1992 | Karin Kschwendtová Petra Schwarzová          | Eva Švíglerová Noëlle van Lottumová           | 6–4, 2–6, 7–5                                |                                 |
| 1993 | Inés Gorrochateguiová Patricia Tarabiniová   | Laura Golarsová Caroline Visová               | 6–2, 6–1                                     |                                 |
| 1994 | Amanda Coetzerová Linda Wildová              | Kristie Boogertová Laura Golarsová            | 6–4, 3–6, 6–2                                |                                 |
| 1995 | Chanda Rubinová Linda Wildová (2)            | Maria Lindströmová Maria Strandlundová        | 6–7(3–7), 6–3, 6–2                           |                                 |
| 1996 | Karina Habšudová Helena Suková               | Eva Martincová Elena Wagnerová                | 3–6, 6–3, 6–2                                |                                 |
| 1997 | Ruxandra Dragomirová Karina Habšudová (2)    | Eva Martincová Helena Vildová                 | 6–1, 5–7, 6–2                                |                                 |
| 1998 | Silvia Farina Eliová Karina Habšudová (3)    | Květa Hrdličková Michaela Paštiková           | 2–6, 6–1, 6–2                                |                                 |
| 1999 | turnaj se nekonal                            | turnaj se nekonal                             | turnaj se nekonal                            |                                 |
| 2004 | turnaj se nekonal                            | turnaj se nekonal                             | turnaj se nekonal                            |                                 |
| 2005 | Émilie Loitová Nicole Prattová               | Barbora Strýcová Jelena Kostanićová           | 6–7(6–8), 6–4, 6–4                           |                                 |
| 2006 | Marion Bartoliová Šachar Pe'erová            | Ashley Harkleroadová Bethanie Matteková       | 6–4, 6–4                                     |                                 |
| 2007 | Petra Cetkovská Andrea Hlaváčková            | Ťi Čchun-mej Sun Šeng-nan                     | 7–6(7–9), 6–2                                |                                 |
| 2008 | Andrea Hlaváčková (2) Lucie Hradecká         | Jill Craybasová Michaëlla Krajiceková         | 1–6, 6–3, [10–6]                             |                                 |
| 2009 | Aljona Bondarenková Kateryna Bondarenková    | Iveta Benešová Barbora Záhlavová-Strýcová     | 6–1, 6–2                                     |                                 |
| 2010 | Timea Bacsinszká Tathiana Garbinová          | Monica Niculescuová Ágnes Szávayová           | 7–5, 7–6(7–4)                                |                                 |
| 2011 | Darja Kustovová Arina Rodionovová            | Olga Savčuková Lesja Curenková                | 2–6, 6–1, [10–7]                             |                                 |
| 2012 | 2010–2014 hrán turnaj ITF Sparta Prague Open | 2010–2014 hrán turnaj ITF Sparta Prague Open  | 2010–2014 hrán turnaj ITF Sparta Prague Open |                                 |
| 2014 | 2010–2014 hrán turnaj ITF Sparta Prague Open | 2010–2014 hrán turnaj ITF Sparta Prague Open  | 2010–2014 hrán turnaj ITF Sparta Prague Open |                                 |
| 2015 | Kateřina Kramperová Bernarda Peraová         | Miriam Kolodziejová Markéta Vondroušová       | 7–6(7–4), 5–7, [10–1]                        |                                 |
| 2016 | Demi Schuursová Renata Voráčová              | Sílvia Soler Espinosová Sara Sorribes Tormová | 7–5, 3–6, [10–4]                             |                                 |
| 2017 | Anastasija Potapovová Dajana Jastremská      | Mihaela Buzărnescuová Aljona Fominová         | 6–2, 6–2                                     |                                 |
| 2018 | Cornelia Listerová Nina Stojanovićová        | Bibiane Schoofsová Kimberley Zimmermannová    | 6–2, 2–6, [10–8]                             |                                 |
| 2019 | Nicoleta Dascăluová Raluca Șerbanová         | Lucie Hradecká Johana Marková                 | 6–4, 6–4                                     |                                 |
| 2020 | zrušeno pro pandemii koronaviru              | zrušeno pro pandemii koronaviru               | zrušeno pro pandemii koronaviru              | zrušeno pro pandemii koronaviru |
| 2021 | Anna Bondárová Kimberley Zimmermannová       | Xenia Knollová Elena-Gabriela Ruseová         | 7–6(7–5), 6–2                                |                                 |
| 2022 | Bárbara Gaticaová Rebeca Pereirová           | Miriam Kolodziejová Jesika Malečková          | 6–4, 6–2                                     |                                 |
| 2023 | Maja Chwalińská Jesika Malečková             | Aneta Kučmová Kaylah McPheeová                | 6–0, 7–6(7–5)                                |                                 |
| 2024 | Jaimee Fourlisová Dominika Šalková           | Noma Noha Akugueová Ella Seidelová            | 5–7, 7–5, [10–4]                             |                                 |
| 2025 | Jasmijn Gimbrèreová Denisa Hindová           | Aneta Kučmová Sapfo Sakellaridiová            | 7–6(7–5), 7–5                                |                                 |

## Přehled finále na TK Sparta Praha

### Mužská dvouhra
| Rok        | vítěz          | finalista       | výsledek                | dotace       | název              |
| ---------- | -------------- | --------------- | ----------------------- | ------------ | ------------------ |
| 2000       | Jan Vacek      | Ivo Heuberger   | 6–7(7–9), 7–5, 6–3      | 50 000 $     | Prague Open        |
| 2014       | Lukáš Rosol    | Jiří Veselý     | 3–6, 6–4, 6–4           | 42 500 €     | Prague Open        |
| 2015       | Norbert Gombos | Albert Montañés | 7–6(7–5), 5–7, 7–6(7–2) | 42 500 € + H | Sparta Prague Open |
| 2016       | Adam Pavlásek  | Stéphane Robert | 6–4, 3–6, 6–3           | 42 500 € + H | Sparta Prague Open |
| challenger |                |                 |                         |              |                    |

### Mužská čtyřhra
| Rok        | vítězové                       | finalisté                                | výsledek         |
| ---------- | ------------------------------ | ---------------------------------------- | ---------------- |
| 2000       | Kristian Pless Ajsám Kúreší    | Ivo Heuberger Ville Liukko               | 6–4, 6–4         |
| 2014       | Roman Jebavý Jiří Veselý       | Lee Hsin-han Čang Ce                     | 6–1, 6–3         |
| 2015       | Mateusz Kowalczyk Igor Zelenay | Roberto Maytín Miguel Ángel Reyes-Varela | 6–2, 7–6(7–5)    |
| 2016       | Tomasz Bednarek Nikola Mektić  | Zdeněk Kolář Matěj Vocel                 | 6–4, 5–7, [10–7] |
| challenger |                                |                                          |                  |

### Ženská dvouhra
| Rok      | vítěz           | finalista                | výsledek | dotace      | název                 |
| -------- | --------------- | ------------------------ | -------- | ----------- | --------------------- |
| 2020     | Kristína Kučová | Elisabetta Cocciarettová | 6–4, 6–3 | 3 125 000 $ | TK Sparta Prague Open |
| WTA 125K |                 |                          |          |             |                       |

### Ženská čtyřhra
| Rok      | vítězky                            | finalistky                                | výsledek |
| -------- | ---------------------------------- | ----------------------------------------- | -------- |
| 2020     | Lidzija Marozavová Andreea Mituová | Giulia Gatto-Monticoneová Nadia Podoroská | 6–4, 6–4 |
| WTA 125K |                                    |                                           |          |

## Přehled finále na TK Spoje Praha

### Mužská dvouhra
| Rok        | vítěz         | finalista         | výsledek      | dotace    | název    |
| ---------- | ------------- | ----------------- | ------------- | --------- | -------- |
| 2020       | Aslan Karacev | Tallon Griekspoor | 6–4, 7–6(8–6) | 137 560 € | RPM Open |
| challenger |               |                   |               |           |          |

### Mužská čtyřhra
| Rok        | vítězové                | finalisté                        | výsledek      |
| ---------- | ----------------------- | -------------------------------- | ------------- |
| 2020       | Sander Arends David Pel | André Göransson Gonçalo Oliveira | 7–5, 7–6(7–5) |
| challenger |                         |                                  |               |